# تیلوم- جاغوری
تیلوم یکی از قریه‌های ولسوالی جاغوری در ولایت غزنی، افغانستان است. این قریه در جنوب منطقهٔ بابه موقعیت دارد و به دلیل شرایط اقلیمی خاص و منابع طبیعی‌اش، از اهمیت ویژه‌ای در سطح ولسوالی برخوردار است. =====

## موقعیت جغرافیایی
تیلوم در جنوب منطقهٔ بابه واقع شده و یکی از مناطق نسبتاً گرم جاغوری محسوب می‌شود. در کنار قریهٔ تاک، از مناطقی است که رسیدن میوه‌ها مانند توت در آن زودتر از دیگر نقاط ولسوالی اتفاق می‌افتد. توت در تیلوم معمولاً در اواخر ماه ثور (اردیبهشت) پخته می‌شود.